# تشارلز جي. هايز
تشارلز جي. هايز (بالإنجليزية: Charles G. Hayes)‏ هو موسيقي وكاتب أغاني أمريكي، ولد في 10 ديسمبر 1937 في Verbena, Alabama ‏ في الولايات المتحدة، وتوفي في 12 فبراير 2014 في أوك لاون في الولايات المتحدة.